# Оджаклар (вилает Балъкесир)
Оджаклар (на турски: Ocaklar) е град в околия Ердек, вилает Балъкесир, Турция. Разположен е на 0 – 90 метра надморска височина. Населението му през 2019 г. е 1 507 души, основно  българи – мюсюлмани (помаци), те са потомци на преселници през 1924 г., от селата Тресино, Пребъдище, Струпино и Капина (Воденско), днешна Гърция. Българският език се говори от средното и старото поколение.